# Капела Светог Георгија Победоносца (Пном Пен)
Капела Светог Георгија Победоносца (буг. Параклис „Свети Георги Победоносец”) је малa капела, Бугарске православне цркве, који се налази у Пном Пену на територији бугарске амбасаде у Камбоџи. Изграђена је 1993. године у знак сећања на погинуле војнике бугарског мировног контингента Уједињених нација у Камбоџи, и постала прва православна црква у континенталном делу југоисточне Азије.

## Историја

### Хришћанство у Камбоџи
Први хришћани су се појавили у Камбоџи у 17. веку захваљујући проповедању католичких мисионара. До данас је удео хришћана у укупном становништву земље остао мали: према различитим изворима, ова цифра се креће од 0,4% до 2%, у распону од 50.000 до 300.000 верника. Ово је због традиционалног утицаја будизма.
Протестантизам је највећа грана хришћанства у Камбоџи. Године 2000. у Камбоџи је било 540 хришћанских цркава и богомоља које су припадале 22 различите хришћанске деноминације.

### Православље у Камбоџи
У 2012. години број православних хришћана у Камбоџи се процењује на 200 људи, што је око 0,00135% становништва земље.
Први православни верски ритуали на тлу Камбоџе зачети су у капели у част Светог Георгија у амбасади Бугарске, изграђене 1993. године у јурисдикцији Бугарске православне цркве.
Богослужења у њој почеo је да редовно обавља 2000-их година клирик Руске православне цркве архимандит Олег у договору са свештенством БПЦ и руководством дипломатске мисије Бугарске у Пном Пену.
Митрополит смоленски и калињинградски Кирил посетио је у периоду од 13. до 15. новембра 2001. године руску православну заједницу у Камбоџи.
Након што је 2003. године, у оквиру архипастирске посете земљама југоисточне Азије, Камбоџу посетио Митрополит Кирил, православна црква у земљама југоисточне Азије почела је полако да се развија.
Дана 13. септембра 2012. године одржан је конститутивни сабор православних верника Пном Пена, који је једногласно донео одлуку о оснивању православне парохије у Пном Пену у име Светог великомученика Георгија Победоносца под јурисдикцијом Московске Патријаршије и изабраног парохијског већа и његов председника.
Дана 15. септембра 2012. године у Сихануквилу је одржана конститутивна скупштина парохијана. Православни верници су донели одлуку о оснивању православне парохије у име великомученика и исцелитеља Пантелејмона.
Дана 4. октобра 2012. године, одлуком Светог Синода, новоформиране парохије у име Светог Георгија Победоносца у Пном Пену и Светог Пантелејмона примљене су у јурисдикцију Руске православне цркве.
Представништво Руске православне цркве на Тајланду, којем Камбоџа административно припада, примило је 23. јула 2013. године декрет министра култова и вера Камбоџе о одлуци Владе о државној регистрацији у земљи као верске организације Руска православна црква под називом Православна хришћанска црква Камбоџе (Московска патријаршија).

### Оснивање капеле
Од 4. маја 1992. до 27. новембра 1993. бугарско војно особље учествовало је у мисији УН у Камбоџи. Након што је у тој мисији страдало  11 људи из бугарског контингента,  у спомен на њих, и уз донације бугарске војске, одлучено је да се у дворишту бугарске амбасаде подигне капела у име Георгија Победоносца, и у њој истакне списак са именима погинулих војних лица, као и донатора. Међутим, Бугарска православна црква није основала парохију при цркви и није слала свештенослужитеље да редовно врше богослужења у цркви.
У периоду од  13. до 15. новембра 2001. године Митрополит Кирил је посетио Камбоџу, и том приликом је 14. новембра одслужио помен у капели Светог Георгија. Као одговор на молбу православних верника Камбоџе, митрополит Кирил је благословио архимандрита Олега, настојатеља Николајевске парохије у Бангкоку, да врши пастирско старање и редовно посећује Камбоџу. Након тога, архимандрит Олег је почео да посећује Камбоџу, служећи у цркви Светог Ђорђа, у договору са Бугарском православном црквом и руководством дипломатске мисије Бугарске у Пном Пену.  Међутим и поред ових договора две цркве: „тешко је било организовати способну парохију при цркви која се налази на посебној територији“.

### Оснивање парохије
Дана 13. септембра 2012. године у 18 часова, одржан је конститутивни сабор православних верника Пном Пена, који је једногласно одлучио да се у Пном Пену оснује православна парохија у име Великомученика Георгија Победоносца под јурисдикцијом патријарха Московске патријаршије и изабрао Парохијски савет. Након тога, ова парохија је привремено користила капелу за богослужење, уз истовремену сагласност Патријарха московског и целе Русије и Патријарха бугарског.
Запажен догађај у животу парохије овог периода било је крштење тринаест Кмера 10. октобра 2015. године у овој капели. Најстарији је имао 32 године, а најмлађи две и по године. Венцеслав Иванов, амбасадор Бугарске у Камбоџи, је 14. августа 2016. године уверио свештеника Романа Постникова да Руска православна црква може да настави да држи богослужења у цркви на територији бугарске амбасаде без икаквих ограничења, јер је на снази био важећи споразум између две Патријаршије – Московске и Бугарске.
Дана 19. августа 2017. године почела су редовна богослужења у Георгијевском храму Московске Патријаршије у Ханојској улици, где се преселио сав литургијски живот заједнице.